# Liste des parcs éoliens dans le Nord
Pour un article plus général, voir Liste des parcs éoliens en France.

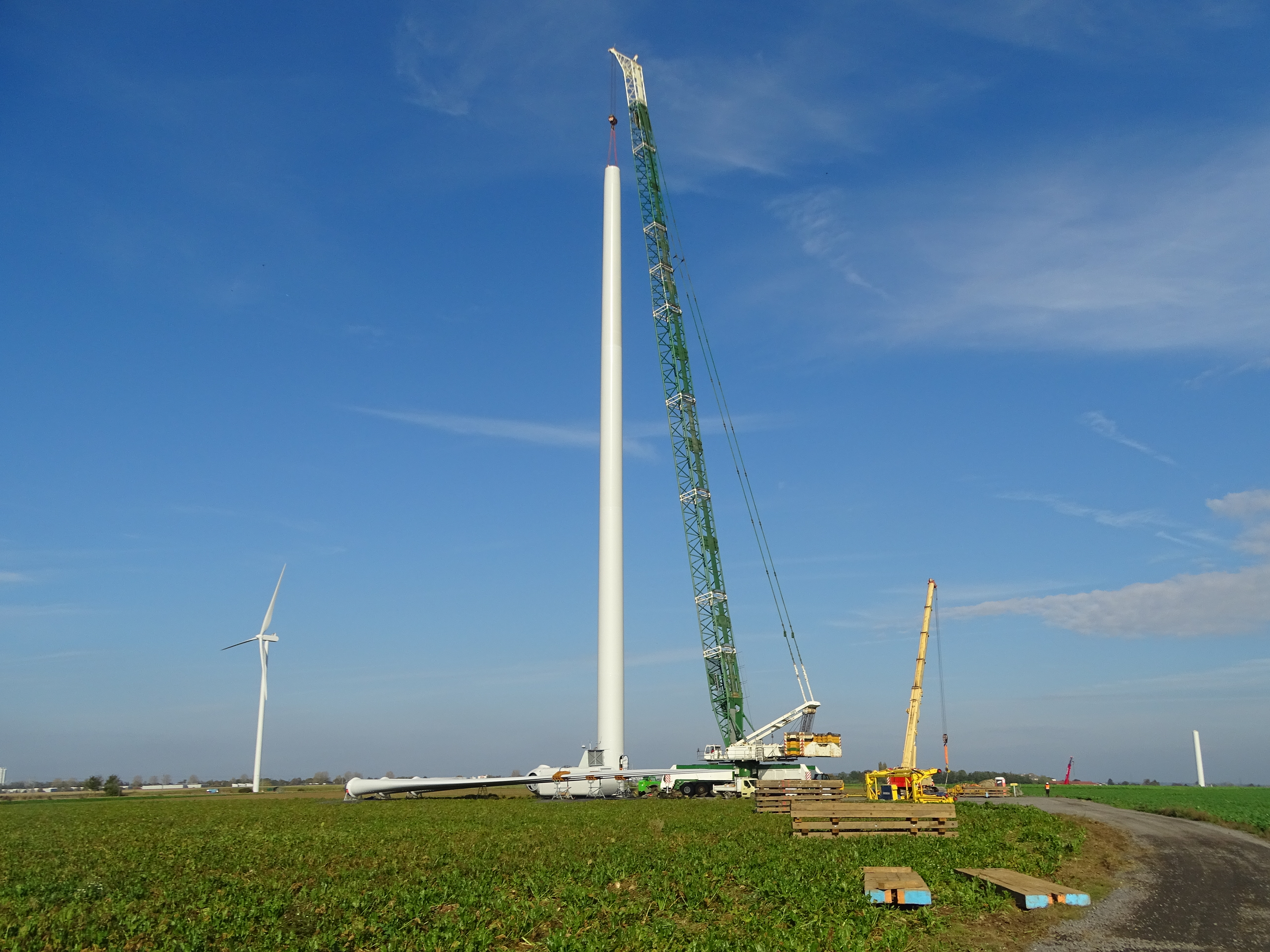
Construction de l'éolienne E2 du parc éolien des Moulins sise à Dechy le 25 octobre 2024. L'éolienne E1 (à gauche) est déjà assemblée, tandis qu'E4 n'a que la première des trois parties de son mât.

Cet article dresse la liste des parcs éoliens dans le Nord, en France.

## Parcs démantelés

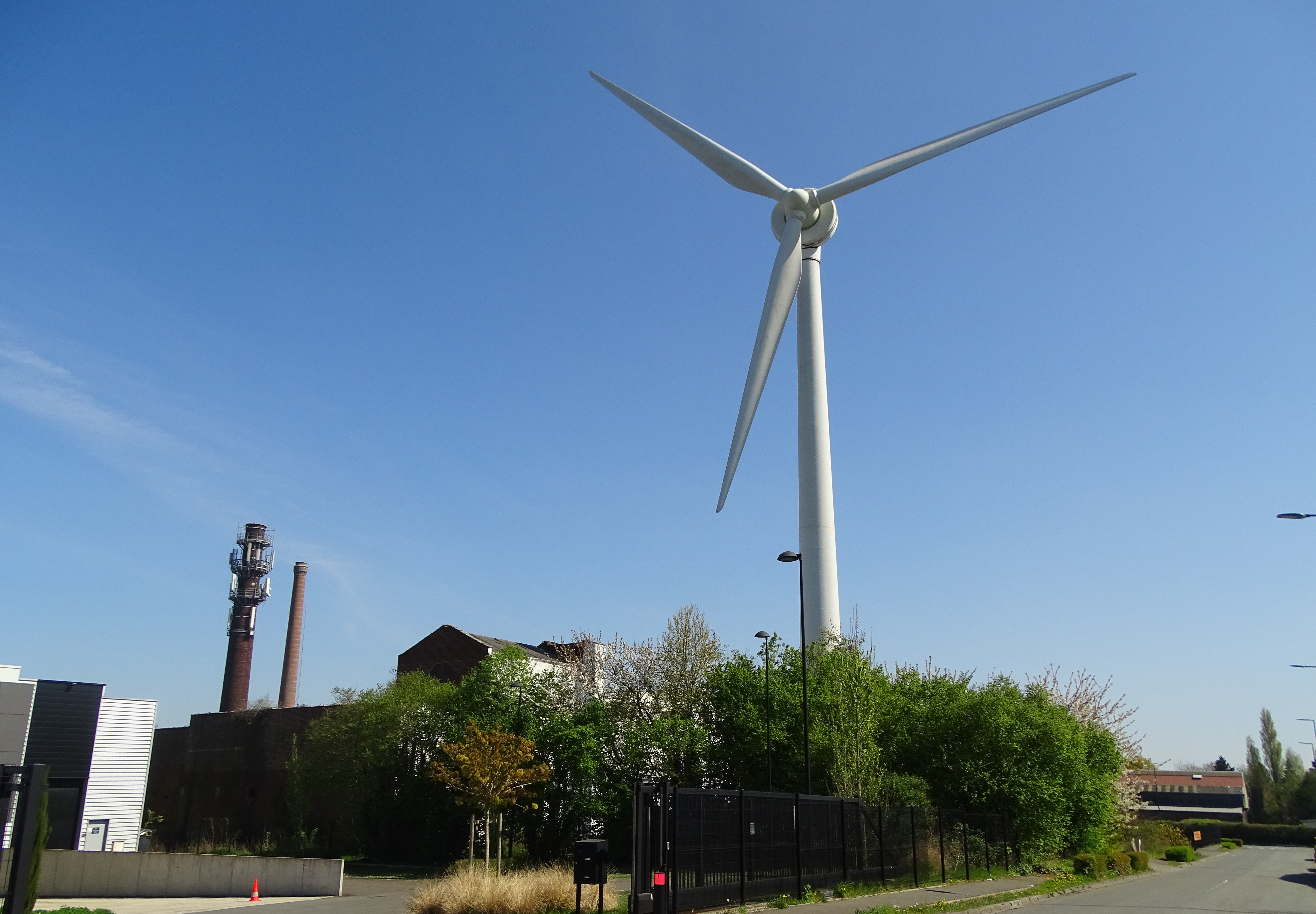
L'éolienne de Bondues en avril 2025.

- Parc éolien de Mardyck[1], Mardyck et Loon-Plage, 2003, cinq éoliennes, une GE Energy GE 3000, deux Nordex N80 et deux Vestas V80 ;
- Parc éolien de Toufflers[2], Toufflers, deux éoliennes Bonus B23/150, 1993.

## Parcs construits

### Années 2000
- Parc éolien de Bondues[3], Bondues, 2000, une éolienne Lagerwey LW750-52 ;

### Années 2010

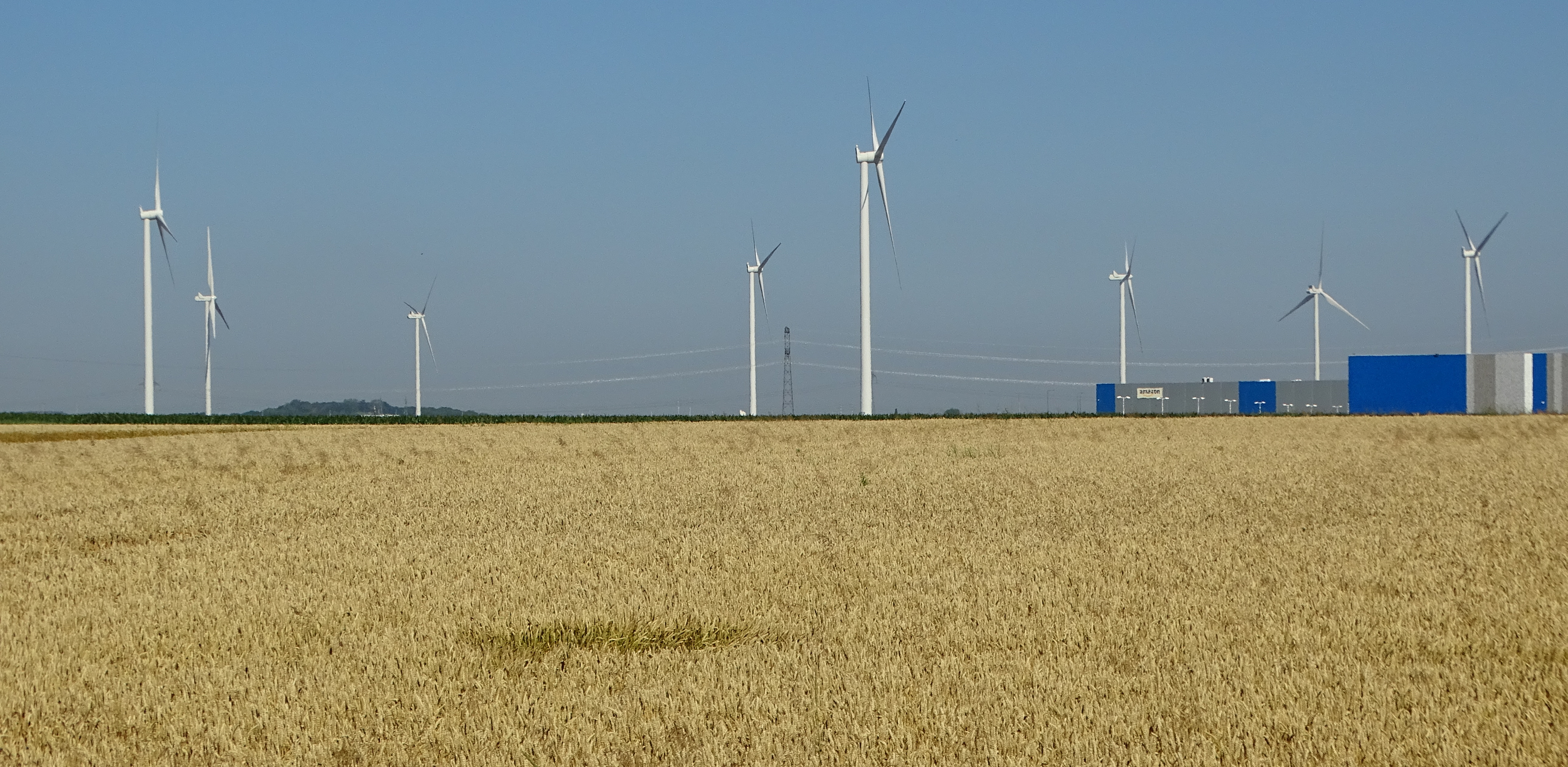
Parcs éoliens de la Plaine d'Escrebieux et de l'Escrebieux, en juillet 2021, vus depuis la route d'Esquerchin, sur le finage de Lauwin-Planque.

- Parc éolien des Cantons du Quesnoy[4], Sepmeries, Salesches et Louvignies-Quesnoy, 2010, cinq éoliennes Senvion MM92 ;
- Parc éolien d'Onnaing[5], Onnaing, 2011, une éolienne expérimentale DDIS-60 ;
- Parc éolien de la Plaine d'Escrebieux[6], Lauwin-Planque, 2014, quatre éoliennes Siemens SWT-3.0-101 ;
- Parc éolien du Souffle des Pellicornes[7], Mœuvres, 2016, cinq éoliennes Vestas V112 ;
- Parc éolien des Vents de Malet[8], Doignies, 2016, cinq éoliennes Vestas V112 ;
- Parc éolien du Chemin de la Milaine[9], Boursies, 2016, cinq éoliennes Vestas V112 ;
- Parc éolien de la Chaussée Brunehaut[10], Haussy, 2016, six éoliennes Vestas V112 ;
- Parc éolien du Chemin de Grés[11], Saint-Hilaire-lez-Cambrai, Saint-Python et Viesly, 2017, neuf éoliennes Vestas V112 ;
- Parc éolien du Louveng[12], Englefontaine et de Louvignies-Quesnoy, 2017, cinq éoliennes Vestas V100 ;
- Parc éolien des Portes du Cambrésis[13],[14],[15], Flesquières et Cantaing-sur-Escaut, 2018, six éoliennes ;
- Parc éolien du Mont de Bagny[16], Busigny, 2018, huit éoliennes Siemens SWT-3.0-113 ;
- Parc éolien des Vents du Catésis[17], Bazuel et Catillon-sur-Sambre, 2019, cinq éoliennes Vestas V100 ;
- Parc éolien du Seuil du Cambrésis[18],[19], Cantaing-sur-Escaut, Noyelles-sur-Escaut et Ribécourt-la-Tour, 2019, sept éoliennes Vestas V117 ;
- Parc éolien du Chemin d'Avesnes à Iwuy[20],[21], Avesnes-le-Sec et Iwuy, 2019, onze éoliennes Vestas V117, quatre éoliennes dans un second temps ;
- Parc éolien du Grand Arbre[22], Solesmes, 2019, huit éoliennes Vestas V105/3450.

### Années 2020

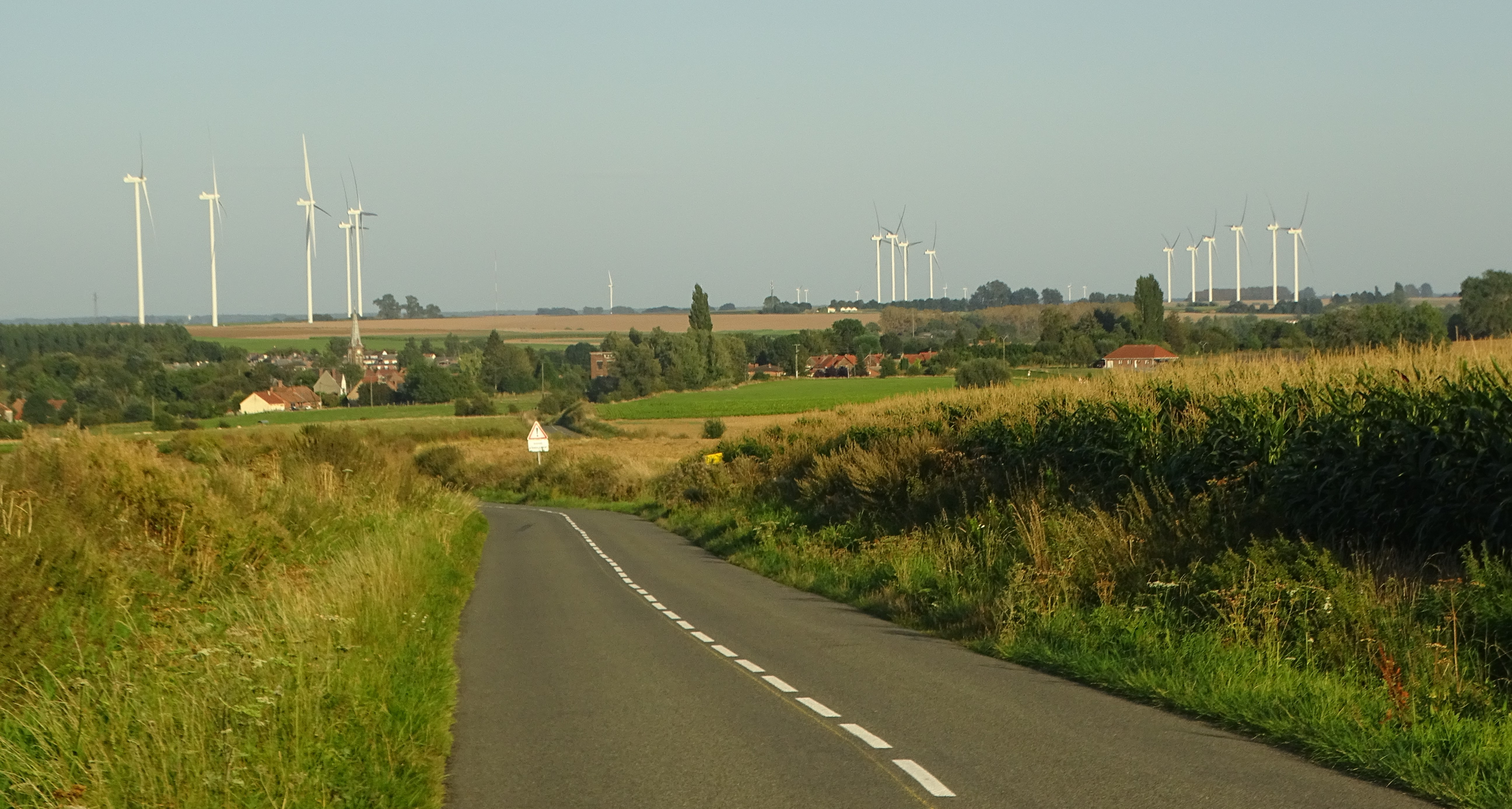
Parcs éoliens des Saules à Saulzoir (à gauche), du Chemin de Valenciennes à Haussy (au centre) et de la Chaussée Brunehaut à Haussy aussi (à droite) vus depuis la départementale 81 à Haspres fin août 2024, cette route reliant cette dernière commune à Lieu-Saint-Amand.

- Parc éolien du Caudrésis[23],[24], Béthencourt, Bévillers, Saint-Hilaire-lez-Cambrai et Quiévy, 2020, quatorze éoliennes Vestas V105 ;
- Parc éolien de l'Escrebieux[25],[26], Esquerchin, Flers-en-Escrebieux et Courcelles-lès-Lens (Pas-de-Calais), 2021, quatre éoliennes Vestas V117 ;
- Parc éolien du Beau Gui[27], Saint-Vaast-en-Cambrésis, 2022, deux éoliennes Vestas V136 ;
- Parc éolien du Chemin de Saint-Druon[28],[29], Ruesnes, 2023, cinq éoliennes Vestas V110 ;
- Parc éolien des Saules[30], Saulzoir, 2023, cinq éoliennes Vestas V100 ;
- Parc éolien du Chemin de Valenciennes[10],[31], Haussy, 2023, quatre éoliennes Vestas V112 ;
- Parc éolien du Bois de Saint-Aubert[32], Walincourt-Selvigny et Haucourt-en-Cambrésis, 2024, six éoliennes ;
- Parc éolien du Moulin de Jérôme[33],[34], Bévillers, Saint-Hilaire-lez-Cambrai et Quiévy, 2024, quatre éoliennes ;
- Parc éolien des Moulins[35],[36], Dechy, Roucourt et Cantin, construit en 2024, cinq éoliennes Vestas V100 ;
- Parc éolien du Mûrier[37], Carnières, 2025, quatre éoliennes Vestas V150 ;
- Parc éolien de l'Épinette[38],[39], Clary et Maretz, 2025, six éoliennes Nordex N117 ;
- Parc éolien de Saint-Python[40], Saint-Python, 2025, une éolienne DDIS ;
- Parc éolien des Cent Mencaudées[41], Solesmes, 2026, cinq éoliennes.

## Parcs accordés
- Parc éolien du Catésis[42],[43], Troisvilles, Reumont, 2025, neuf éoliennes ;
- Parc éolien d'Ostrevent[44], Auberchicourt, Monchecourt et Émerchicourt, six éoliennes.

## Parcs en projet
- Parc éolien en mer de Dunkerque[45], au large de Dunkerque, Leffrinckoucke, Zuydcoote et Bray-Dunes, quarante-six éoliennes.